# Salomón Obama
Pour les articles homonymes, voir Obama (homonymie).
Salomón Asumu Obama Ondo dit Salomón Obama, né le 4 février 2000 à Malabo en Guinée équatoriale, est un footballeur international équatoguinéen. Il évolue au poste d'attaquant à l'UE Santa Coloma.

## Biographie

### En sélection nationale

#### Avec l'Espagne
Avec l'équipe d'Espagne des moins de 17 ans, il inscrit un but lors d'un match amical contre la Croatie, le 14 février 2017. Il ne peut toutefois empêcher la défaite de son équipe, 2-1.

#### Avec la Guinée équatoriale
Il reçoit sa première sélection en équipe de Guinée équatoriale le 8 septembre 2018, contre le Soudan. Ce match gagné 1-0 rentre dans le cadre des éliminatoires de la Coupe d'Afrique des nations 2019.
Il inscrit son premier but en équipe nationale le 11 novembre 2020, contre la Libye. Ce match gagné 2-3 rentre dans le cadre des éliminatoires de la Coupe d'Afrique des nations 2021. En décembre 2023, il est retenu dans la liste des vingt-sept joueurs équatoguinéens sélectionnés pour disputer la Coupe d'Afrique des nations 2023.

## Palmarès
Sevan FC
- Championnat d'Arménie de deuxième division (1) :
  - Champion : 2021.